# Décima quarta cúpula do BRICS
A décima quarta cúpula do BRICS ou décima quarta cimeira do BRICS foi a reunião da cúpula anual dos principais países e governos dos membros do BRICS. Uma conferência de relações internacionais que reúne os chefes de estado ou chefes de governo dos cinco países membros: Brasil, Rússia, Índia, China e África do Sul. Foi a terceira vez que a China sediou a Cúpula do BRICS, após 2011 e 2017. A cúpula foi realizada virtualmente por meio de videoconferência.

## Extensão do BRICS
Além de outros países que manifestaram interesse em se juntar ao BRICS e países como Argentina e Irã que já haviam solicitado a adesão anteriormente, durante a cúpula, Arábia Saudita, Turquia e Egito também manifestaram interesse em aderir ao grupo.

## Moeda de reserva
Um dos principais acontecimentos da cúpula foi a criação de uma nova moeda de reserva do tipo cesta. Essa moeda, que representa um desafio ao dólar dos EUA, combina as moedas dos países do BRICS e é respaldada por metais preciosos.

## Participantes

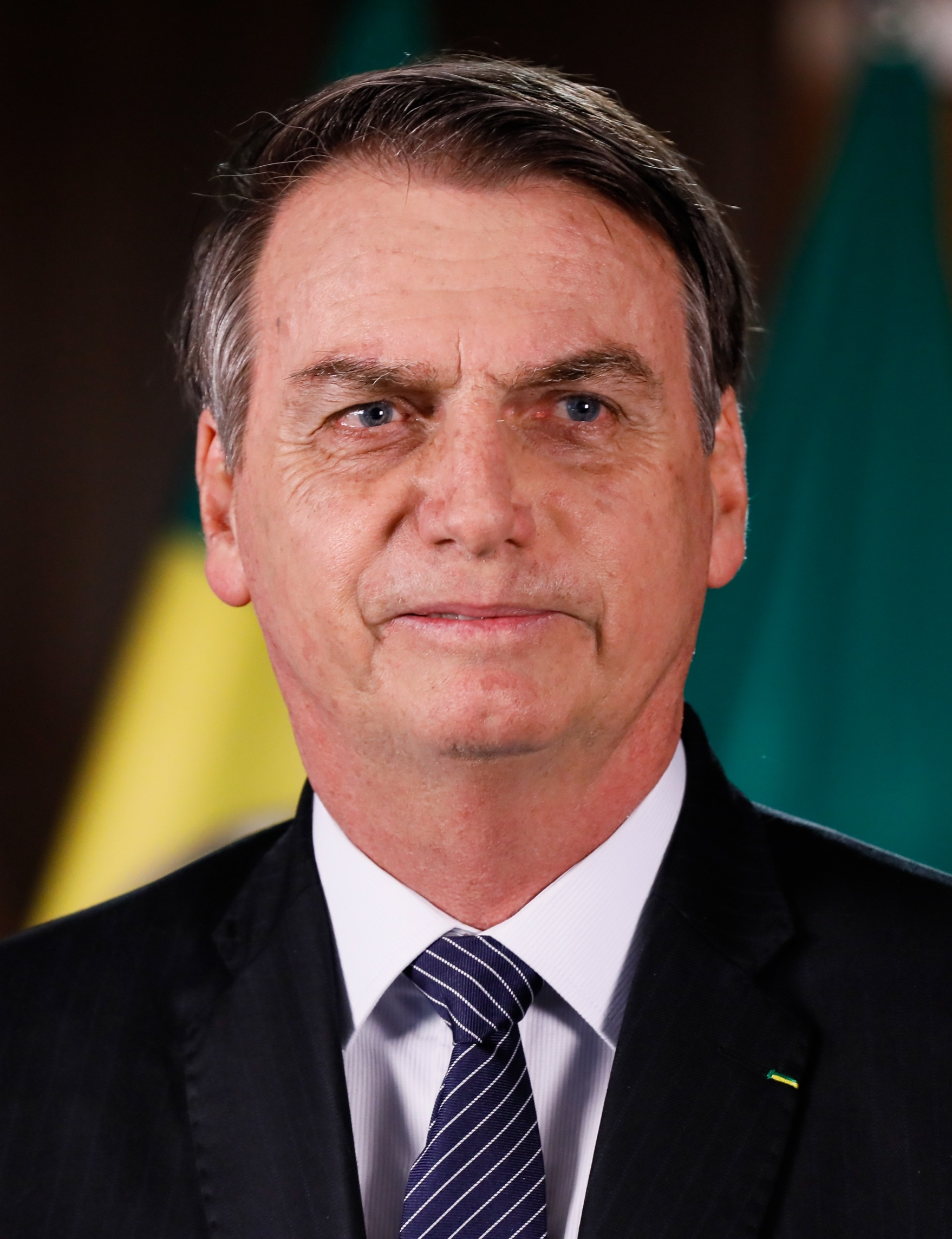
Brasil Jair Bolsonaro, Presidente
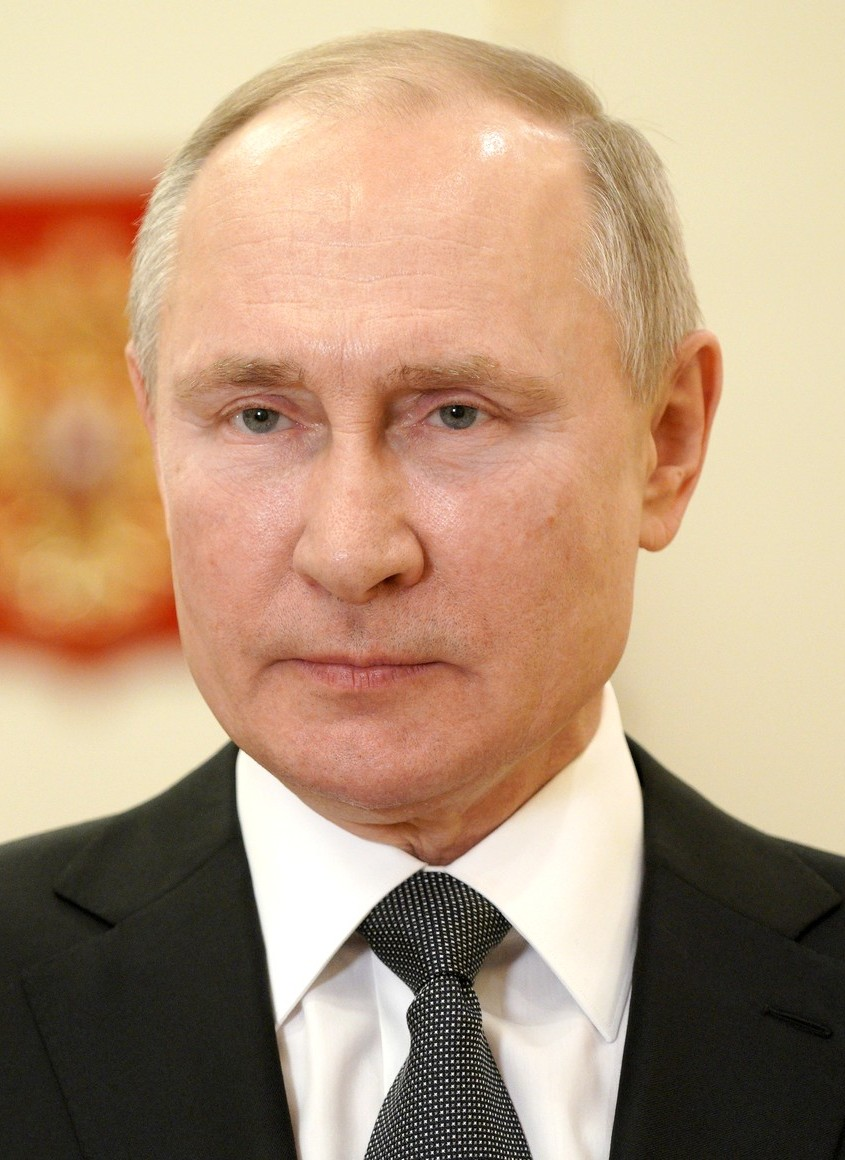
Rússia Vladimir Putin, Presidente
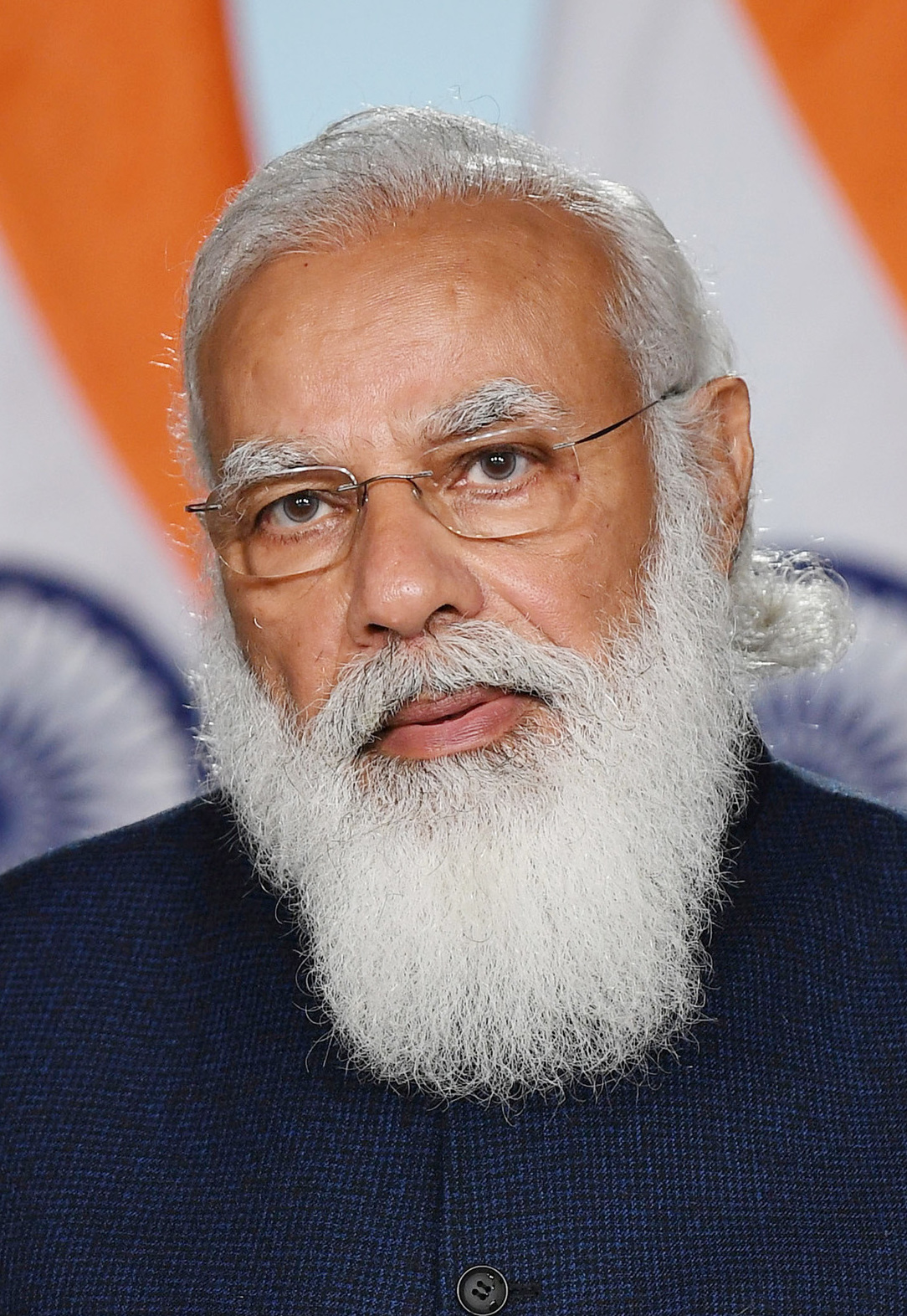
Índia Narendra Modi, Primeiro-ministro
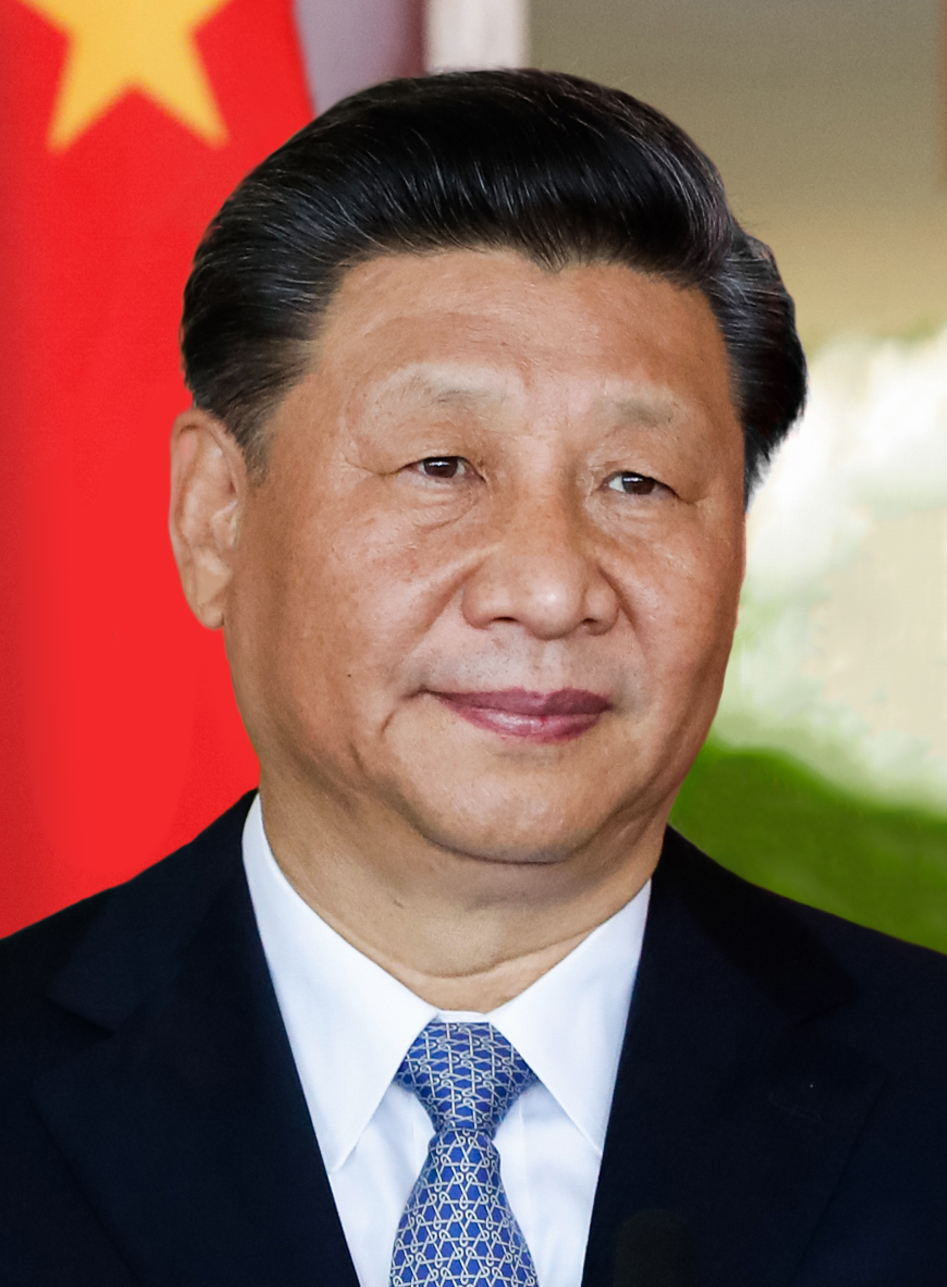
China Xi Jinping, Presidente (anfitrião)
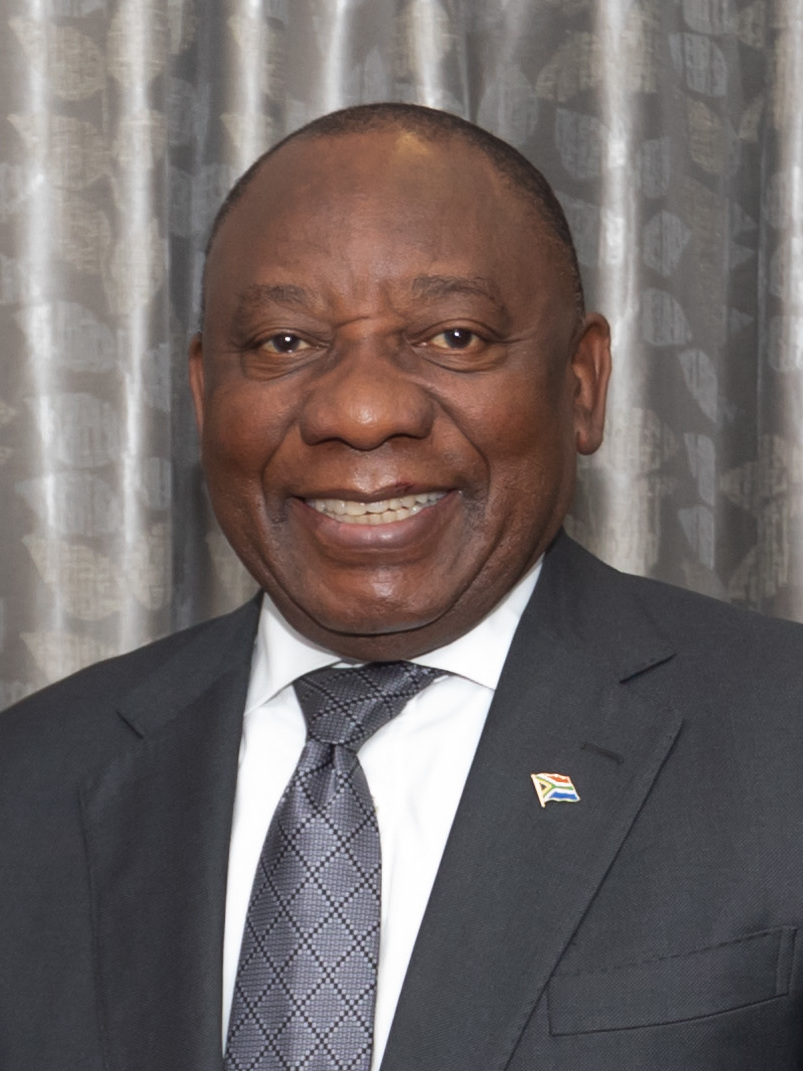
África do Sul Cyril Ramaphosa, Presidente